# Ingatlan-nyilvántartás
Az ingatlan-nyilvántartás olyan közhiteles nyilvántartás, amely településenként tartalmazza az ország valamennyi ingatlanának a törvényben meghatározott adatait, az ingatlanhoz kapcsolódó jogokat és más, jogi szempontból lényeges (releváns) tényeket. Tartalmazza továbbá az oda bejegyzett személyeknek a nyilvántartáshoz szükséges, a törvényben meghatározott személyazonosító- és lakcímadatait is.

## Az ingatlan-nyilvántartás közhitelessége
Az ingatlan-nyilvántartás – ha törvény kivételt nem tesz – a bejegyzett jogok és a feljegyzett tények fennállását hitelesen tanúsítja. 
Ha valamely jogot az ingatlan-nyilvántartásba bejegyeztek, illetve, ha valamely tényt oda feljegyeztek, senki sem hivatkozhat arra, hogy ezek fennállásáról nem tudott. A földhivatal minden egyes tulajdoni lapra kerülő bejegyzésről határozatot hoz, és a határozatot tértivevényesen megküldi az ingatlantulajdonosnak a földhivatalnál bejelentett lakcímére. Ezért nagyon fontos, hogy az ingatlantulajdonos a lakcímváltozását saját érdekében minél hamarabb bejelentse.
Például, ha valaki hamis adás-vételi szerződést ad be a földhivatalba, a földhivatal értesíti az átírásról az ingatlan tulajdonost, akinek a kézhezvételtől számított 15 napja van a jogorvoslati eljárásra, további intézkedésre.
Az ellenkező bizonyításáig az ingatlan-nyilvántartásba bejegyzett jogról illetve feljegyzett tényről vélelmezni kell, hogy az fennáll és az az ingatlan-nyilvántartás szerinti jogosultat illeti meg.
Az ingatlan-nyilvántartásban feltüntetett tényekkel és jogokkal szemben a bizonyítás azt terheli (bizonyítási teher), aki az adatok helyességét, valósággal egyezőségét vitatja. A tulajdoni lapon feltüntetett adatok – például a földrészlet területe, művelési ága azok másodlagos jellege miatt – nem tartoznak a közhitelesség körébe. Például az erdő művelési ág tekintetében az elsődleges adatforrás (ebben a tekintetben közhiteles nyilvántartás) az Országos Erdőállomány Adattár.

## Az ingatlannyilvántartásba bejegyzett jogok és tények
1. tulajdonjog (illetve állami tulajdonjog alatt álló ingatlan esetében az állam tulajdonosi jogait gyakoroló szervezet és a vagyonkezelői jog);
2. a lakásszövetkezeti tagot megillető állandó használati jog;
3. a megállapodáson és a bírósági határozaton alapuló földhasználat;
4. haszonélvezeti jog és a használat joga;
5. telki szolgalmi jog;
6. állandó jellegű földmérési jelek, földminősítési mintaterek, valamint villamos berendezések elhelyezését biztosító használati jog, továbbá vezetékjog, vízelvezetési és bányaszolgalmi jog, továbbá törvény rendelkezésén alapuló közérdekű szolgalmak és használati jogok;
7. elővásárlási jog,  visszavásárlási jog, vételi jog;
8. tartási és életjáradéki jog;
9. jelzálogjog;
10. végrehajtási jog
11. elidegenítési és terhelési tilalom valamely egyéb bejegyzett teher biztosítására.

Inytv. 28. § (1) Az ingatlan adataiban bekövetkezett változás átvezetéséhez a külön jogszabályban meghatározott hatósági engedély, jóváhagyás vagy igazolás, az ingatlan-nyilvántartási térkép tartalmát érintő változás átvezetéséhez pedig jogszabályban meghatározott, ingatlanügyi hatóság által érvényes záradékkal ellátott változási vázrajz is szükséges. A vázrajzot mindazoknak alá kell írniuk, akik a változás alapjául szolgáló okiratot aláírják.
Hatósági engedélyek: bontási engedély, használatbavételi engedély, épület fennmaradási engedély
Jóváhagyás:
- például a bontási engedélyre az építési hatóság záradékot tesz, hogy az épület elbontása megtörtént
- a hatóság határozatot hoz az épület elbontásáról

## Ingatlan-nyilvántartási kérelem
Olyan földhivatali formanyomtatvány, amellyel az ingatlanhoz kapcsolódó jogok és jogilag jelentős tények ingatlan-nyilvántartásba történő bejegyzésére, illetőleg feljegyzésére irányuló ingatlan-nyilvántartási eljárás elindítását lehet kezdeményezni.
Ugyanez a nyomtatvány szolgál a földrészlet adataiban bekövetkező változás átvezetésére irányuló kérelem benyújtására is.

## Az ingatlan-nyilvántartás részei

### Alaptérkép
Az ingatlan-nyilvántartás alapvetően a földmérési alaptérképből és az ahhoz tartozó adatokból, valamint az ingatlan-nyilvántartási térképen ábrázolt földrészletekhez kapcsolódó jogok és tények nyilvántartásából áll. A földmérési alaptérkép tartalmazza az eredeti felvétel alkalmával létező összes földrészletet, az alaptérkép egy kiemelt példánya szolgál a változásvezetésre, ez az ingatlan-nyilvántartási térkép.

### Tulajdoni lap
A tulajdoni lapok három részből állnak: 
Térkép adatok
Az első részén a térképből származtatott adatok állnak:
- A földrészlet helyrajzi száma
- Az ingatlan címe
- A földrészlet területe
- A földmérési alaptérkép szelvényszáma helyi szelvényszámozásban
- A földrészlet művelési ága, kivett művelési ág esetén annak megnevezése
- A földrészlet esetleges alrészletei
- Az alrészletek területei
- A földrészlet termőértéke aranykorona viszonylatban
- Az alrészletek termőértéke
- Az alrészletek területe
- A földrészlet jellege (műemlékvédelem, természetvédelem, nemzeti parkok, Natura2000 stb.)

Ezek bejegyzéseiről a mindenkori földmérési törvény, illetve annak végrehajtási rendeletei rendelkeznek.
Tulajdonlás
A második részén a tulajdonosi (vagy kezelői, használói) adatok kerülnek feltüntetésre.
Egyéb jogosultságok
A harmadik rész a bejegyezhető egyéb jogosultságokat, terheket és tényeket tartalmazza.
A bejegyezhető jogokat és tényeket az ingatlan-nyilvántartási törvény tételesen tartalmazza.

## Az ingatlan-nyilvántartási eljárás
Az ingatlan-nyilvántartási eljárás olyan közigazgatási eljárás, amely az ingatlannal kapcsolatos jogok bejegyzésére és tények feljegyzésére, illetve az ingatlan adataiban bekövetkezett változások átvezetésére irányul.
A tulajdoni lap tartalmát érintő változások bejelentése a tulajdonos kötelezettsége. Ha a tulajdonos nem jelenti be a változást, például: építést, bontást, a földhivatal ellenőrzéskor felszólítja az ingatlan tulajdonosát, hogy 30 napon belül készíttessen el egy földmérővel egy vázrajzot, és a szükséges engedéllyel együtt nyújtsa be a földhivatalba.
A záradékolt vázrajz önmagában nem elegendő ingatlan-nyilvántartási átvezetésre. A tulajdoni lapra írni csak okirat alapján meghozott földhivatali határozat alapján lehet írni. Okirati bejegyzés hiányában a térképezés nem végezhető el.
A földhivatali záradékolás csak előzetes nyilvántartásba vétel, a záradékolás 1 évig érvényes. Az okirat nélküli, ingatlannyilvántartási átvezetésre beadott vázrajzot a földhivatal ingatlannyilvántartási osztálya hiánypótlási felszólítás nélkül elutasítja.
Az okiratnak amely az ingatlan-nyilvántartási bejegyzés alapjául szolgál tartalmaznia kell:
- az érdekelt magánszemély családi és utónevét (ideértve a születési családi és utónevét), születési helyét és idejét - 2006. január 1. napjáig csak a születési évet kellett bejelenteni -, anyja nevét, lakcímét, továbbá a személyi azonosítóját,
- a statisztikai számjellel rendelkező szervezet megnevezését, statisztikai azonosítóját, székhelyét, a bírósági, illetőleg cégbírósági bejegyzésének számát,
- az érintett ingatlan pontos megjelölését (település neve, helyrajzi szám) és - 2006. január 1-jétől - a bejegyzéssel érintett tulajdoni hányadot,
- a jog vagy tény pontos megjelölését,
- a jogváltozás jogcímét, 6. az érdekeltek megállapodását, a bejegyzett jogosult bejegyzést engedő nyilatkozatát,
- a szerződő felek állampolgárságra vonatkozó nyilatkozatát.

## Kötelező keltezés, aláírás
A belföldön kiállított magánokirat bejegyzés alapjául csak akkor szolgálhat, ha kitűnik belőle a keltezés helye és ideje, továbbá, ha
- a nyilatkozattevő az okiratot saját kezűleg írta és aláírta, vagy
- két, az okiraton névvel és lakcímmel megnevezett tanú aláírásával igazolja, hogy a nyilatkozattevő a nem általa írt okiratot előttük írta alá, vagy aláírását előttük saját kezű aláírásának ismerte el, vagy
- az okiratot a közjegyző készítette, vagy d) az okiratot ügyvéd (jogtanácsos) ellenjegyzéssel látta el, továbbá, ha e) az okiratot a jogi személy, jogi személyiséggel nem rendelkező, de az ingatlan-nyilvántartásba bejegyezhető jogra vagy feljegyezhető tényre ügyleti képességgel rendelkező szervezet nevének feltüntetésével szabályszerűen aláírták és nyilvánvalóan azonosíthatóan aláírták - 2006. január 1-jétől a szabályszerű aláírás mellett fel kell tüntetni az aláíró nevét és az ügyletkötői minőségét is (pl. eladó, vevő, haszonélvező, stb.),
- több lapból álló okirat esetén a szerződő felek, a készítő és ellenjegyző, illetőleg a tanúsító személyek kézjegyét minden lapon tartalmazza, de 2006. január 1-jétől a szerződő felek kézjegyét az okirat lapjainak nem kell tartalmaznia, ha az okirat lapjait a szerződő felek által az erre meghatalmazott kézjegyével látta el (pl. a céget képviselő ügyvéd),
- a meghatalmazottaknak és a feleknek az okirat alapján nyilvánvalóan azonosítható aláírását tartalmazza (az okiratban meghatalmazottak, illetve a szerződő felek aláírása alatt olvashatóan meg kell jelölni a nevüket és az okirat szerinti ügyletkötői minőségüket - pl. eladó, vevő, haszonélvező stb.),
- tartalmazza a Polgári perrendtartásról szóló 1952. évi III. törvényben (Pp.) előírt további tartalmi és alaki kellékeket is.

Ha az okiratot a nyilatkozattevő helyett meghatalmazott írta alá, illetve látta el kézjegyével, csatolni kell a meghatalmazást is, amelyet a bejegyzés alapjául szolgáló okiratra előírt alakszerűségek szerint kell kiállítani. Ha a felet a közjegyzői okirat elkészítésénél meghatalmazott képviseli, az ingatlan-nyilvántartási eljárásban azt a magánokiratban foglalt meghatalmazást is el kell fogadni, amelyben a fél aláírását közjegyző vagy magyar külképviseleti szerv hitelesítette.

## Kötelező ellenjegyzés
Kizárólag közokirat, ügyvéd - vagy jogtanácsos által képviselt szervezet esetében a jogtanácsos - által ellenjegyzett magánokirat alapján van helye: - tulajdonjog, - haszonélvezeti jog, - a használat joga, - telki szolgalmi jog, - vételi jog, - jelzálogjog (önálló zálogjog) keletkezésére, módosulására, illetve megszűnésére vonatkozó bejegyzésnek.
2006-tól jelzálogjog (önálló zálogjog) alapítására, módosulására és megszűnésére vonatkozó bejegyzés olyan magánokirat alapján is teljesíthető, amelyet a nyilatkozattevő hitelintézet - nevének feltüntetésével - szabályszerűen és nyilvánvalóan azonosítható módon írt alá (vagyis elég a bank által kiállított dokumentum, és nem szükséges ügyvédi közreműködés).
Nem alkalmas bejegyzésre az olyan okirat, amelyen a készítő és ellenjegyző ügyvéd (jogtanácsos), illetőleg a közokiratba foglaló közjegyző szerződő félként van feltüntetve.
Az ellenjegyzéssel ellátott magánokirat bejegyzés alapjául akkor fogadható el, ha az tartalmazza - az ellenjegyző személy nevét, aláírását, irodájának székhelyét (ezeket az adatokat általában a pecsétlenyomat tartalmazza), - az ellenjegyzés időpontját, - az "ellenjegyzem" megjelölést, - ügyvéd által teljesített ellenjegyzés esetében a szárazbélyegző lenyomatát (szárazbélyegző lenyomatát az eredeti, illetve a körzeti földhivatalnál maradó másolati példányon is el kell helyezni).
1997. évi CXLI. tv.;109/1999. (XII. 29.) FVM rend.;

## Bejegyzés alapjául szolgáló okirat
A kérelemhez két eredeti és egy másolati példányban kell csatolni a bejegyzés alapjául szolgáló okiratot, illetve csatolni kell a bejegyzéshez és az illeték megállapításához szükséges egyéb iratokat is. Ha a kérelemmel együtt az okiratot nem nyújtják be, úgy a kérelmet a földhivatalnak hiánypótlási felhívás kiadása nélkül el kell utasítania. Az ingatlan-nyilvántartási eljárásban jog bejegyzésére, tény feljegyzésére csak az ingatlan-nyilvántartásról szóló 1997. évi CXLI. tv.-ben (Inytv.) meghatározott okirat alapján kerülhet sor.
Jogok bejegyzésének és tények feljegyzésének olyan közokirat, teljes bizonyító erejű magánokirat alapján van csak helye, amely a bejegyzés tárgyát képező jog, vagy tény keletkezését, módosulását, illetve megszűnését igazolja, továbbá tartalmazza a bejegyzett jogosulttól származó bejegyzési engedélyt. Bejegyzés alapjául szolgálhat a bíróság ítélete, illetve a hatóság határozata is, ha bejegyezhető jogra és tényre vonatkozik.
Az ingatlan-nyilvántartásba bejegyezhető jogok és feljegyezhető tények körét a már említett tv. tételesen felsorolja. Ezeken kívül az ingatlan-nyilvántartásba csak olyan jog és tény jegyezhető be-, illetve fel, melyről törvény így rendelkezik. Szintén a jogszabályok tartalmazzák azt is, hogy az okirat mellett milyen egyéb iratot (hatósági engedély, igazolás, jóváhagyás, vázrajz stb.) kell benyújtani ahhoz, hogy a kérelem teljesíthető legyen.

## Határozat jellegű okiratok
Hatósági bizonyítvány, hatóság által kiállított igazolások például: bontási igazolás, épület fennmaradási engedélyhez kiállított igazolás az épület 10 évnél régebbi építéséről.
a 193/2009. kormányrendelet alapján adatot, tényt, állapotot csak hatóság igazolhat.
Az étv. 34 § alapján az építési hatóság hatósági bizonyítványt állít ki az ügyfél, vagy a földhivatal részére, mely határozat jellegű okirat szükséges az ingatlannyilvántartási eljárás során a tulajdoni lapra történő íráshoz.
Pl. egy épület csak akkor törölhető az földhivatali eljárás során, ha az ügyfél becsatolja az építési hatóság által kiadott bontási engedélyt /határozatot/, valamint az épület elbontása után kiadott hatósági bizonyítványt. /korábban bontási igazolás volt a megnevezése.
A földhivatalban dolgozók közigazgatási alapvizsgát tesznek, a felsőfokú végzettségű földhivatali ügyintézők közigazgatási szakvizsgát tesznek.
Nagyon jól kell ismerniük a jogszabályokat, mivel az ingatlannyilvántartásnak közhitelesnek kell lennie. Abban az esetben, ha ellenőrzés, illetve okirat nélkül történne az átvezetés, súlyos közokirat hamisítás lenne, hivatalos személy által. Az ügyintézőknek nagyon oda kell figyelniük minden iratra, okiratra, hogy meglegyen.

## Az ingatlan-nyilvántartás története Magyarországon
„A 19. század második felében Magyarországon kétféle földnyilvántartási rendszert hoztak létre. Az egyik az ingatlan-nyilvántartás, a telekkönyvezés, a másik az 1849-ben bevezetett földadó-kataszteri nyilvántartás volt. Az előbbi az Igazságügyi Minisztérium, az utóbbi a Pénzügyminisztérium hatáskörébe tartozott. Az 1886. évi XXIX. törvénycikkben már alapvető követelményként jelent meg, hogy összhangba hozzák egymással a telekkönyvet és a katasztert.”

– Török Enikő, Hol vannak a gyökereink? Kataszteri iratok és térképek a családtörténet-kutatásban

Az ingatlan-nyilvántartás – régi magyar nevén ingatlan-kataszter, vagy röviden kataszter – elsődleges célja az adókötelezettségek nyilvántartása és egységes kezelése. Ezért az első ingatlan-nyilvántartások kizárólag termőföldekre vonatkoztak, és ennek maradványa a mai aranykorona-nyilvántartás, bár ma már más célja van. 
A 19. század folyamán a topográfiai térképezés lehetőséget adott jó minőségű kataszteri térképek készítésére, amelyek már a belterületekre is kiterjedtek. Ekkor minden magántulajdonú ingatlan részévé vált az ingatlan-nyilvántartásnak.
A magyar kataszteri térképezést megelőző topográfiai térképek jellemzői:
| Jellemzők                                | I.                           | II.                                                    | III.                    |
| ---------------------------------------- | ---------------------------- | ------------------------------------------------------ | ----------------------- |
| A felmérés ideje a Magyar Királyságban   | 1766-1785                    | 1806-1869                                              | 1872-1884               |
| Méretaránya                              | 1:28 800                     | 1:28 800                                               | 1:25 000                |
| Egy szelvény mérete                      | 24 × 16 hüvelyk (63 × 42 cm) | 24 × 16 hüvelyk (Magyarországon kívül 20 × 20 hüvelyk) | 76 × 55 cm              |
| Egy szelvényen ábrázolt terület nagysága | 216 km²                      | 216 (230) km²                                          | 261 km²                 |
| Szelvények száma                         | 963                          | 1078                                                   | 1353                    |
| Alkalmazott mértékegység                 | bécsi öl                     | bécsi öl                                               | méter                   |
| Minősítés                                | titkos                       | titkos (levezetett térképei nyíltak)                   | titkos, rövidesen nyílt |

A katonai topográfiai térképek jellegzetességei sok szempontból meghatározták az ingatlan-nyilvántartás kialakítását. A katonai felmérések topográfiai térképet állítottak elő, elsősorban a hadászat céljainak megfelelő tartalommal, domborzat, vízrajz, települések ábrázolásával, kiegészítve utak, hidak, gázlók és jellegzetes műtárgyak jelkulcsi ábrázolásával. A katonai topográfiai térképek méretaránya az első két felmérésben 1:28800-as, ami bécsi hüvelyk és a bécsi öl váltószámával áll kapcsolatban. A harmadik felméréstől kezdve a topográfiai térképek méretaránya 1:25000-re változott, és a mai napig is ezt használják.
A második felmérés már az ingatlan-nyilvántartás felállításához szükséges adatok egy részét is tartalmazta. A helyszínelés és az első térkép ellenőrzése leginkább a terepviszonyokra, a domborzatra, a művelési ágakra és az épületek meghatározására terjedt ki. Az effajta térképezési módszer a 20. század folyamán is gyakran előfordult térképfelújítások alkalmával. A 207/1963 ÁFTH utasítás alapján készített nyilvántartási térképekre például 10%-os szúrópróbaszerű ellenőrzés lett előírva. Az így készült térképek pontatlanabbak lettek méretükben, de tartalmukban felújítottak.
A kataszteri térképezés igénye már jóval korábban felmerült, és el is készültek egyes részterületek térképei. Azonban ezek elszigetelt térképművek, készítési eljárásaik nem voltak egységesek, maguk a térképek sem egységes ábrázolási elvek alapján készültek. Mivel nem fedték le az egész országot, csak helyi jelentőségűek maradhattak. Az eredeti telekkönyvi törvény 1855. december 15-én kelt, korábban rendeletek és kormányhivatalok szabályzatai rendelkeztek e kérdésről.
Az 1875. évi, a földadó szabályozásáról szóló VII. törvénycikk általános adókataszter felállítását rendelte el, aminek számos jellegzetessége a mai ingatlan-nyilvántartásokban is fellelhető. Ezek közül a legfontosabbak a külterületek és zártkertek (mezőgazdasági területek) művelési ágának, minőségi osztályának és kataszteri tiszta jövedelmének nyilvántartása, valamint a belterületi kivett művelési ág megnevezéseinek megkülönböztetése (lakóház, gazdasági épület, udvar, hétvégi ház, melléképület, beépítetlen terület). Ezek a nyilvántartási kategóriák egyértelműen az adózási nyilvántartások számára állíttattak fel, és alapját képezték az adókirovásnak. Másik jellemzője az 1972. évi 31. tvr. hatálybalépéséig élt, nevezetesen az utak, közterületek földnyilvántartáson kívüli jellege. Ezeknek sem helyrajzi számot nem osztottak ki, sem területet, sem művelési ágat nem tartottak nyilván róluk, mivel nem képezték adózás tárgyát. A nyilvántartásba bejegyezhető művelési ágak a mai napig azonosak az 1875/VII tc. 10. § felsorolásával.
Az új katasztert az 1868. évi XXV. tc. alapján már korábban felállított adókataszterek felújításával és kiegészítésével állították elő. A 34. § ideiglenes jelleggel elrendeli a telekkönyvi betétek vezetését, amiben a tulajdonosok felvétele alapesetben a tényleges birtoklás alapján történt. Ebben az esetben a szerzés jogcímeként a telekkönyvi betétben az eredeti felvétel bejegyzés áll. A telekkönyvi betétek felvétele már 1875-ben megkezdődött. 1880-ban az XLVI. tc. már az elveszett telekjegyzőkönyvek pótlásáról rendelkezik. A telekkönyvi betétekhez készültek az első valódi nyilvántartási térképek. Az 58. § elrendeli, hogy a részletes felmérések elkészültének tényét a földadó kataszterben rögzíteni kell.
A kataszteri térképezési munka nagy mértékben támaszkodott a katonai felmérések, elsősorban a harmadik felmérés anyagára, valamint felhasználta a másodikkal egyidejűleg készített meglévő térképeket, annak alappontjait – megfelelő alappontsűrítéssel –, és átvette az első- és második felmérés szelvényezési és méretarányrendszerét. A harmadik katonai felmérés már áttért a méterrendszerre (1:25000 méretarány), ennek ellenére a kataszteri térképek a korábbi, 1:28800 méretarányból levezetett 1:2880-as méretarányban készültek. Ennek oka, hogy a méterrendszert előíró jogszabály a térképezésre, földmérésre, ingatlanügyekre vonatkozóan kivételt tett az alkalmazásban.
Ennek megfelelően a kataszteri mérések ölrendszerben, öles szelvényezéssel (200 × 250 öl szelvénytükörrel) készültek, a nyilvántartásba kerülő területi adatok pedig négyszögöl és hold mértékegységűek. Az öl a bécsi öllel, 1,89648384 méterrel egyenlő, a négyszögöl 3, 596651 m², a kataszteri (vagy katasztrális) hold pedig 1600 négyszögöl, azaz 5754,642 m². A földmérés és ingatlan-nyilvántartás méterrendszerű átalakítását ismét a fentebb említett 1972. évi, az egységes ingatlan-nyilvántartásról szóló 31 tvr. rendelte el. A négyszögöl azonban az azóta eltelt időben sem kopott ki teljesen a közhasználatból.
A kataszteri térképezés a felvételi előrajzok készítésével kezdődött, ami a harmadik katonai felmérés lezártával indult, és 1885-re be is fejeződött. A felvételi előrajzot részletes helyszíni mérések alapján készítették, a külterületeken 1:2880 vagy 1:1440 méretarányban, a belterületeken az ábrázolás sűrűségétől függően akár 1:720 méretarányban is. A külterületeket, vagyis a mezőgazdasági művelés alatt álló területeket egészen másképpen ábrázolták a felvételi előrajzon: tulajdonos neve, művelési ág plusz tartalomként jelenik meg, ugyanakkor a mérési adatokat nem tartalmazza. A külterületek mérési vázlatai külön táblarajzokban, tömbrajzokban és telkenkénti mérési jegyzőkönyvekben van. Ennek oka feltehetően az, hogy a külterületek telekkönyvi betétei nem álltak készen, vagy erősen hiányosak voltak, és végül a térkép alapján állították össze őket. A felvételi előrajzokat egységesen 1:2880-as méretarányú földmérési alaptérképekre vitték át, és 1888-ban helyezték forgalomba. Ettől kezdve a kataszteri térkép és kataszteri ingatlan-nyilvántartás (telekkönyv) képezte az ingatlanforgalom alapját is, mivel a tulajdonosokra nézve is tartalmazott információkat.
A telekkönyvi betétek és a földmérési alaptérkép az úgynevezett telekkönyvi nyilvántartást alkották, amelyet kettős nyilvántartásként ismerünk, mert a telekkönyvek nem tartalmaztak minden, ma földrészletnek nevezett objektumot, valamint a földmérési alaptérképet és a telekkönyvi betéteket külön szervek kezelték. A telekkönyvi betétekben a változásokat az úgynevezett telekkönyvi bíróságok vezették át. Az elkülönülő térképi és nyilvántartási eljárások során idővel a térképi állapot és a telekkönyvi betétek tartalma elkerülhetetlenül eltávolodott egymástól, ez tette szükségessé az egységes ingatlan-nyilvántartás fogalmának bevezetését és a földhivatalok ma is ismert rendszerének felállítását, ahol a földmérési és nyilvántartási ügyek egy helyen, egységesen kezelhetők. Az egységes ingatlan-nyilvántartás azonban a mai napig sem teljesen egységes, mert az ingatlan-nyilvántartási eljárások az ingatlan-nyilvántartási törvény, a földmérési eljárások a földmérési törvény, a földvédelmi eljárások pedig a termőföld védelméről szóló törvény hatálya alá tartoznak, az 1957. évi államigazgatási eljárásról szóló törvényt felváltó 2004. évi közigazgatási eljárásról szóló törvény egyes konkrét rendelkezései pedig mindhárom szakági törvénnyel ellentmondásban vannak.[forrás?]
Az 1972. évi 31. tvr. hatályba lépése óta az egységes ingatlan-nyilvántartás a földmérési alaptérkép és a tulajdoni lap közti összhangra, azok egymást kiegészítő jellegeire épül. Az ingatlan-nyilvántartás szerkesztése a térképmű elkészítésével kezdődik, amely újfelmérés esetén az aktuális természetbeni állapotokat tartalmazza, átszerkesztés vagy felújítás esetén a korábbi nyilvántartási térképi adatokat. A tulajdoni lapok felvétele a térképtől függő adatok számításával és rögzítésével történik, a tulajdonosi adatok és a tények, jogosultságok pedig a korábbi nyilvántartások és az új földrészletek azonosításával kerül bejegyzésre.